# パーフォレーション
パーフォレーション (英:Perforations) とは、映画や写真など撮影用フィルムの縁に一定間隔で開けられている細長い送り穴のこと。

## 8mmフィルム
シングル8 / スーパー8：フィルム片側に、フィルムの走行方向と平行に連続して開けられている。
ダブル8 (海外名「レギュラー8」): フィルム片側に、フィルムの走行方向と垂直に連続して開けられている。このためシングル8やスーパー8に比べて画面が小さくなる。
1フレームあたり1パーフォレーション。詳細は8ミリ映画を参照のこと。

## 16mmフィルム
フィルム走行方向に平行に連続して開けられている。フィルムの両側に開けられた両目 (りょうめ、ダブルパーフォレーション、スタンダード16mm) と、フィルムの片側に開けられた片目 (かため、シングルパーフォレーション、スーパー16mm) とがある。
1フレームあたり1パーフォレーション。

## 35mmフィルム
フィルム走行方向に、フィルム両側に平行に連続して開けられている。テクニスコープでは1フレームあたり2パーフォレーション、35mmスタンダード / シネマスコープ / ワイドスクリーンでは1フレームあたり4パーフォレーション、ビスタビジョン / スーパーテクニラマ70では1フレームあたり8パーフォレーションとなっている。
写真フィルムで最も一般的に使用されている135フィルムは元々4パーフォレーションのものの流用であるので、パーフォレーションも同じように開けられている (ライカ判 (24×36mm) は1フレームあたり8パーフォレーション、ハーフ判 (24×18mm) は1フレームあたり4パーフォレーション)。

## 70mmフィルム
フィルム走行方向に、フィルム両側に平行に連続して開けられている。スーパーパナビジョン / ウルトラパナビジョン で、ともに1フレームあたり5パーフォレーション。
このフィルムを横送りにし、1フレームあたり15パーフォレーションとして1フレームを約3倍精細化させたのがIMAX (正確にはIMAX15/70) システムである。